# Dauphine de France
Dauphine de France est le titre de l'épouse de l'héritier du trône de France à compter de 1350, quand celui-ci est un descendant du roi régnant et qu'il est alors couramment appelé dauphin de France.
Il s'agit en fait du titre de dauphine de Viennois qu'on a transformé en dauphine de France à partir de Marie Stuart, reine d'Écosse et femme du dauphin François, roi d'Écosse et futur roi de France sous le nom de François II.
La dernière dauphine de France fut Marie-Thérèse, la fille de Louis XVI, épouse de son cousin germain Louis-Antoine, duc d'Angoulême devenu en 1824 le dernier dauphin.
Légitimistes et orléanistes continuent à utiliser les titres de « dauphin » et de « dauphine » pour les fils aînés de leurs prétendants respectifs (le duc d'Anjou et le duc de Vendôme) et leurs épouses, bien que ces titres n'aient plus aucune existence réelle ou légale depuis 1830.
Dans l'acception légitimiste, la prochaine dauphine sera l'épouse du duc de Bourgogne, fils aîné de Marie-Marguerite et Louis de Bourbon. Dans l'acception orléaniste, la prochaine dauphine sera l'épouse de Gaston d'Orléans, fils aîné de Philomena et Jean d'Orléans.